# Ilya Finkelshteyn
Ilya Finkelshteyn (* in Leningrad) ist ein US-amerikanischer Cellist und Musikpädagoge russischer Herkunft.

## Leben
Finkelshteyn begann seine musikalische Ausbildung an der Spezialschule für Musik des Leningrader Konservatoriums bei Sergei Tschernjadiew. In den USA setzte er sie an der Musikschule der University of Minnesota bei Tanya Reminikova fort, bevor er an die Juilliard School ging. Dort studierte er sechs Jahre Cello bei Harvey Shapiro und Kammermusik bei Felix Galimir, Samuel Sanders sowie den Mitgliedern des Juilliard String Quartet.
Kurz vor Abschluss seines Studiums wurde er Mitglied des von Hans Vonk geleiteten Saint Louis Symphony Orchestra, dem er fünf Jahre angehörte. Von 2002 bis 2009 war er Erster Cellist des Baltimore Symphony Orchestra unter Juri Temirkanow. Seit 2009 ist er Erster Cellist des Cincinnati Symphony Orchestra.  Als Gastsolist trat er auch mit anderen Orchestern wie dem Detroit Symphony Orchestra, dem Mostly Mozart Festival Orchestra, dem Baltimore Chamber Orchestra, dem Saint Paul Civic Orchestra, dem Peninsula Music Festival Orchestra, dem National Repertory Orchestra und dem Bardy Symphony Orchestra auf.
Finkelshteyn nahm an mehreren internationalen Musikfestivals und -wettbewerben teil und gewann Preise u. a. beim Festival Concertino Praga, dem russischen Cellowettbewerb, der Aspen Music Festival Concerto Competition, der Chautauqua Concerto Competition und den Ersten Preis bei der Juilliard Concerto Competition. Zu seinen Kammermusikpartnern zählen Musiker wie András Schiff, Hilary Hahn, David Soyer, Richard Goode, Joseph Silverstein, Steven Ansell, Harold Robinson, Vadim Repin, Isidore Cohen und Lydia Artymiw.
Neben privatem Unterricht in einem eigenen Studio gab Finkelshteyn Meisterklassen u. a. an der Manhattan School of Music, am Peabody Conservatory, der Indiana University, der University of California, der Johannesen International School of the Arts in Kanada und der Orchestra Academy an der Indiana University. Seit 2012 unterrichtet er Cello am College-Conservatory of Music der University of Cincinnati.